# Đại Cốc Tự (Echizen Tỉnh Fukui)
 Đại Cốc Tự (Nhật ngữ: おおたんじ) có vị trí tại Fukui quận Niu-Gun thị trấn Echizencho là Phật tự của Thiên Thai tông. Sơn hiệu là Việt Tri Sơn. Thờ Bổn Tôn gồm Thập Nhất Diện Quan Âm、A Di Đà Như Lai cùng Quán Thế Âm (Ochi Daigaku của Phật bổn địa).

## Lịch sử
Mặc dù niên đại kiến tạo ngôi đền này không được tận tường, nhưng có thể biết đây là một trong ba đền thờ do Ochi Daigaku kiến tạo dưới núi Kinragazan (Kim Tỳ La sơn), cùng với Bạch Sơn (Hakusan) Trung cung Bình Tuyền Tự (Fukui Agata Katsuyama-shi Bình Tuyền Tự) đều cùng là đền thờ Sơn Nhạc tín ngưỡng (Hakusan tu kiểm). Dưới thời Minh Trị nguyên niên (năm 1868) sự tách ra của Thần giáo và Phật giáo, điện thờ Việt Tri được tách rời với Đại Cốc Tự.

## Tài sản văn hóa
Tài sản văn hóa quan trọng